# Bathyconchoecia foveolata
Bathyconchoecia foveolata är en kräftdjursart som beskrevs av Deevey 1968. Bathyconchoecia foveolata ingår i släktet Bathyconchoecia och familjen Halocyprididae. Inga underarter finns listade.